# Location Africa
Location Africa ist ein Film von Steff Gruber aus dem Jahr 1987 über die letzte Zusammenarbeit der Schauspieler Klaus Kinski und Werner Herzog zu dessen Film Cobra Verde in Ghana.

## Inhalt
In seinem Filmessay berichtet Steff Gruber über die äusserst schwierigen Dreharbeiten zu Werner Herzogs Film Cobra Verde in Ghana. Der sehr persönliche Film geht jedoch über die übliche Drehberichterstattung hinaus: Er erzählt über die komplizierte Beziehung der beiden Stars Werner Herzog und Klaus Kinski, über Statisten (Herzog lässt tausend junge Ghanesinnen zu Amazonen-Kämpferinnen ausbilden) und über das Aufeinanderprallen von Schwarz und Weiss. Ein Film aber auch über die widersprüchlichen Gefühle Grubers seinem Idol Herzog gegenüber.

## Hintergrund
Während der Dreharbeiten zu seinem Film Fetish & Dreams lernte der Filmemacher Steff Gruber über seinen Kameramann Rainer Klausmann Werner Herzog kennen. Dieser lud ihn ein, die Dreharbeiten zu seinem Film in Ghana zu begleiten.

## Kritik
„Der 33jährige Schweizer Filmemacher Steff Gruber, der bereits in seinem Erstling ‚Moon in Taurus’ (1980) sowie dann in ‚Fetish & Dreams’ (1985) die Verquickung von Autobiographie und Phantasie, von Dokumentarfilmen und Fiktion zu seinem stilprägenden Markenzeichen gemacht hat, verzichtete auch für ‚Location Africa’ nicht auf diesen offen-subjektiven Zugang zu einem Thema. Es ist weniger nur ein Film über ‚Herzog in Afrika’ als eben einer über einen Filmemacher, der sein ‚Idol’ bei der Entstehung eines neuen Werks beobachtet und dabei eigene Reflexionen einbringt. Im Vergleich zu den beiden vorangegangenen Filmen rückt das Ego hier doch ein deutliches Stück mehr in den Hintergrund, spielt dieses nicht die unmittelbare ‚Hauptrolle’. Es ist vor allem die Perspektive der von Siegfried Meier geführten Kamera, der subjektive Blick, durch den Gruber ‚Location Africa’ aus der Charakteristik der reinen Dokumentation herausreisst.“

## Filmfestivals
- Solothurner Filmtage 1988
- International Istanbul Film Festival 1988
- Internationales Filmfestival „Alpinale“ Bludenz 1988